# Mohammad-Mehdi Akhoundzadeh

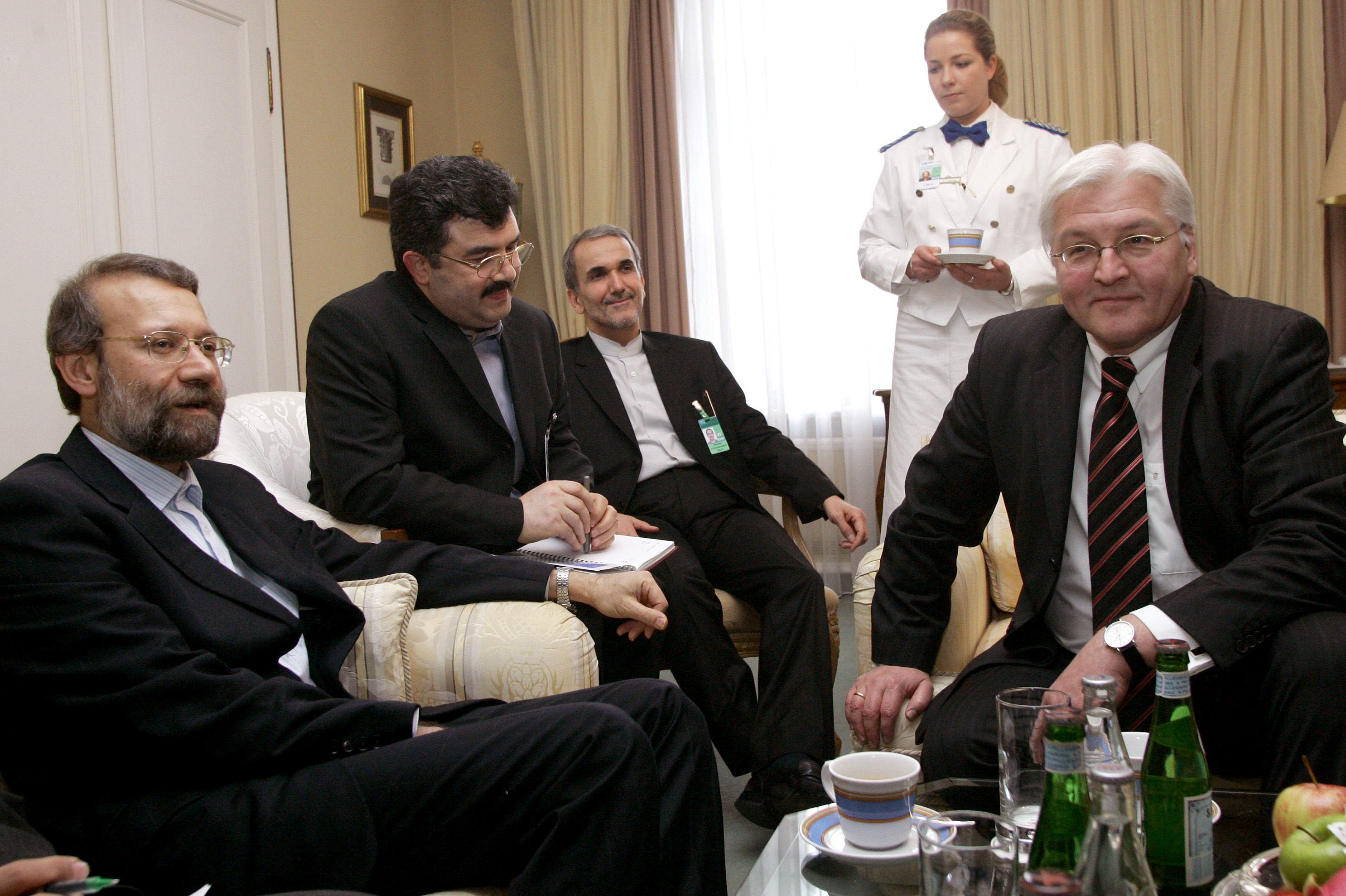
Von links: Ali Laridschani, Dolmetscher, Mohammad-Mehdi Akhoundzadeh (am Fenster), Kellnerin, Frank-Walter Steinmeier

Mohammad-Mehdi Akhoundzadeh Basti (auch Mohammad-Mehdi Naseri Achundsade; persisch محمدمهدی آخوندزاده anhörenⓘ; * 1955 in Rascht) ist ein Diplomat und war Botschafter der Islamischen Republik Iran in Deutschland. Er ist stellvertretender Außenminister des Iran, zuständig für rechtliche und internationale Angelegenheiten.

## Werdegang
Akhoundzadeh schloss sein Studium in Indien ab, nach anderen Quellen erhielt er einen Bachelor in Bangladesch. Seit 1981 arbeitete er für das Iranische Außenministerium, so als Geschäftsträger der Islamischen Republik Iran in Neu-Delhi (Indien). Sodann war Akhoundzadeh Botschafter in Dhaka (Bangladesch) und arbeitete später für zwei Jahre in London. 
Zurückgekehrt nach Teheran, verbrachte Akhoundzadeh sieben Jahre im Außenministerium in Teheran im Zentrum für Europäische Studien und war zuständig für 
- Internationale Fach- und Wirtschaftsorganisationen sowie
- Internationale Politik.

1993 wurde Akhoundzadeh zum Botschafter in Islamabad (Pakistan) ernannt, 1998 war er Berater des damaligen Außenministers Kamal Charrazi in internationalen Fragen. 2003 wechselte Akhoundzadeh in den Bereich Internationale Rechtsangelegenheiten im Außenministerium in Teheran, für die er auf zahlreichen Auslandsreisen unterwegs war. 
Bevor Akhoundzadeh 2005 für zwei Jahre Botschafter seines Landes in Berlin wurde, war er Ständiger Vertreter der Islamischen Republik Iran bei der Internationalen Atomenergieorganisation in Wien. Nach seiner Botschaftertätigkeit in Deutschland wurde er zum Stellvertretenden Außenminister Irans in der Regierung des Präsidenten Mahmud Ahmadinedschad ernannt.

## Beteiligung an der Ermordung von Kazem Rajavi
Dem Diplomaten und stellvertretenden Außenminister Akhoundzadeh verweigerte die US-amerikanische Regierung 2010 das Visum. Nach Informationen des Nachrichtendienstes Iranfocus wirft ihm die amerikanische Regierung eine Beteiligung an der Ermordung des ersten nachrevolutionären Botschafters Irans beim UN-Hauptquartier, Kazem Rajavi, in Genf am 24. April 1990 vor. Ein Schweizer Gericht habe dieses in seinen Unterlagen bestätigt. Das Mordopfer Rajavi hatte sich auch als Jurist für Menschenrechte eingesetzt und trat als Botschafter aus Protest gegen Hinrichtungen, willkürliche Verhaftung und Folter durch das Mullah-Regime in Teheran zurück.

## Persönliches
Mohammad-Mehdi Akhoundzadeh ist verheiratet und hat zwei Kinder. Akhoundzadeh spricht Persisch und Englisch.

## Belege
1. ↑  Diplomatisches Magazin. Mit Informationen für das konsularische Korps in Deutschland. Ausgabe 2006, Heft 5, Reihe: Neue Botschafter
2. ↑  unfccc.int (PDF; 1,1 MB) UNITED NATIONS: CONFERENCE OF THE PARTIES Fifteenth session Copenhagen, 7–18 December 2009 (Seite 109), abgerufen am 10. März 2012
3. 1 2 3 4 5  Iranfocus.com, 23. Mai 2010: Exclusive: Profile of an assassin-turned-diplomat

| Personendaten    | Personendaten                     |
| ---------------- | --------------------------------- |
| NAME             | Akhoundzadeh, Mohammad-Mehdi      |
| ALTERNATIVNAMEN  | Basti, Mohammad                   |
| KURZBESCHREIBUNG | iranischer Politiker und Diplomat |
| GEBURTSDATUM     | 1955                              |
| GEBURTSORT       | Rascht                            |